# Plage de Jōdoga

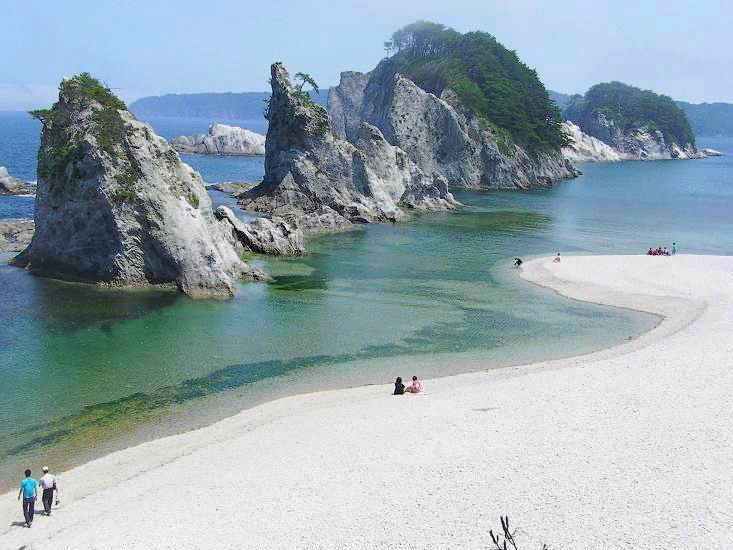
Plage de Jōdoga à Miyako dans la préfecture d'Iwate

La plage de Jōdoga (浄土ヶ浜) (« Plage de la terre Pure ») se trouve à Miyako dans la préfecture d'Iwate au Japon. Partie du parc national de Sanriku Fukkō, il s'agit d'un lieu de beauté pittoresque de rang national,. La plage a été comparée au paradis de la Terre Pure par un prêtre au début de l'époque d'Edo.

## Source de la traduction
- (en) Cet article est partiellement ou en totalité issu de l’article de Wikipédia en anglais intitulé « Jōdogahama » (voir la liste des auteurs).